# Alicia Barney
Alicia Barney (Cali, 28 de marzo de 1952) es una artista colombiana radicada en Bogotá, que centra sus instalaciones artísticas en cuestiones ecológicas y problemas como la contaminación del agua, la deforestación y el medio ambiente. Se ha especializado en las interacciones directas con su entorno y en lo que la naturaleza puede ofrecer para educar al público sobre sus preocupaciones medioambientales. Su obra artística revela la evolución de su visión de los aspectos ecológicos a través de temas de paisajes que contienen vocabulario tradicional y representativo y expresan la ecología de una manera creativa e interesante.

## Biografía
Barney nació en Cali, Colombia, en 1952. Barney estudió en el College of New Rochelle, Nueva York (BFA 1974), y en el Instituto Pratt, Brooklyn (MFA 1977) donde conoció el arte de Claes Oldenburg. Oldenburg inspiró a Barney para crear su primera escultura. Creó Diario Objeto I y Diario Objeto II (1978-79) para mostrar cómo los objetos cotidianos pueden convertirse en arte y crear una historia con objetos sencillos escogidos al azar encontrados en los dos lugares principales donde ella ha desarrollado su carrera, Nueva York y Colombia. Barney es una artista que ha influido sobre jóvenes artistas latinoamericanos, especialmente de Colombia, que tienen interés en temas medioambientales. Actualmente, Barney reside en Bogotá.

## Obra
- Viviendas (1975), Intervención in situ
- Puente sobre tierra (1975), Intervención in situ
- Sin Título (1975), Desmantelada
- La Música y Los Músicos (1976)
- Los Estados que Compre (1976), madera, metal, postales y cuero, 30 x 37 x 3 cm
- Tiempo de quema (1976), madera, metal, papel y cuero, 30 x 90 x 13 cm
- Diario Objeto I (1977), Eran un total de siete obras colgantes en formato vertical de 2 ½ m de alto por 90 cm de ancho con objetos algunos obturados, colgando de alambres (usados en soldadura) otros adheridos con cintas pegante, otros amarrados. Todos los objetos fueron encontrados y colocados cronológicamente. Hay dos obras en el mismo formato, pero en lugar de objetos, solo cuelgan papeles encontrados o recibidos. Dos obras más pequeñas en espiral de metro y medio de alto por uno de diámetro con hojas grandes de árbol y nidos de pájaro.
- Diario Objeto II (1977 y 1978-79), Un total de nueve obras. Tres con objetos encontrados. Envueltos en bolsas de polietileno amarradas a unas placas de acrílico de 2 x 0,4 m. Tres con objetos en bolsas de polietileno prensadas de diferentes maneras a unos cuadrados de acrílico o de vidrio de 40 x40 cm. Tres obras con objetos aislados en tiras de polietileno selladas al calor colgando de vidrios de 20 x 25 cm. Y una obra, con objetos unidos por cinta pegante colgando de otra más gruesa de color rojo.
- Río Cauca (1981-1982), Consta de tres tanques de acrílico transparente de 11 cm de alto por 1,31 m De largo por 60 cm de ancho con cinco orificios en la tapa, de donde cuelgan cinco tubos de ensayo, en cada tanque. En el fondo de estos está pirograbado el mapa de la cuenca hidrográfica del río Cauca; desde su nacimiento y el trayecto que recorre en los departamentos del Cauca y el Valle del Cauca. Los tanques están colmados con agua del nacimiento del río, recogida entre las quebradas “Aguas Negras” y “Aguas Blancas”, en el páramo cerca de la “Laguna del Buey”. Los tubos de ensayo, quince en total, cinco en cada tanque, contienen muestras de agua de la superficie, del medio y del fondo del río. Estas muestras cuelgan sobre los sitios  en el mapa de donde fueros sacadas. Señalando el estado del agua al entrar y salir del Valle del Cauca; así como los lugares donde la polución es crítica. Los lugares son de sur a norte: 1/ La Balsa  2/ Puerto Navarro 3/ Puerto Isaacs  4/ Zambrano  5/ Gutiérrez. La obra también consta de un registro fotográfico sobre estos lugares, los barqueros, el agua y el momento de sacar las muestras. En cada lugar se registraron el norte, el este, el sur y el oeste desde la barca; son siete fotos por cada lugar en sus cinco marcos respectivos. La obra incluye muestras recolectadas con el biólogo Roberto Díaz, docente de la Universidad Nacional en Palmira, se analizaron las muestras y los resultados que logró junto con los realizados anteriormente por otros científicos fueron comparados para deducir el estado del río y su progresivo deterioro. Colección privada.[5]
- Estratificaciones de un basurero utópico (1980-1981), La primera versión constaba de un  total de diez tubos de acrílico transparente de 1.80 m de alto por 5 cm de diámetro. Fueron llenados en sus dos terceras partes con elementos propios de una estratificación geológica de la cordillera occidental en los Farallones de Cali (Piedras Blancas). En la parte superior se les rellenó con basura, cubierta de purva (carbón vegetal) y arena. Esta versión fue destruida en la IV Bienal de Medellín. En un basurero sellado con purva y arena se puede sembrar alimentos en cinco años. La intención de esta obra es representar un basurero utópico; ya que en Colombia (en esa época) se dejaban los basureros expuestos al aire, lo que impide una pronta biodegradación y una más rápida recuperación del suelo.   2014 se realizó la segunda versión de diez tubos de acrílico transparente de 2 m de alto por 7 cm de diámetro. Dos tubos fueron adquiridos por el Museo Nacional y ocho por una colección privada.  2015 se realizó la tercera versión de diez tubos de acrílico transparente de 2 m de alto por 7 cm de diámetro. La tercera versión fue hecha con los mismos materiales que el año anterior, sólo la basura cambió.[5]
- El Ecológico (1981-1982), Cada periódico mide: 2 x 39 x 62 cm. Se realizaron un total de diez periódicos, armados con páginas editoriales en las cuales se tachó con un sello el nombre del periódico; en la parte superior, con otro sello se intitulan “El Ecológico”. Todos los sellos se utilizaron con tinta verde. Sobre la foto en la cual se destaca la noticia del día se colocó un recorte el cual se le estampó otro sello y luego se cubrió con papel contacto transparente. De estos últimos hay dos tipos de sellos, en cada uno se lee: “Especies en peligro de extinción” y en el otro, “Especies sin peligro de extinción”. Se seleccionaron con ayuda de un estudiante de historia, Jorge Cachiotis, 20 temas opuestos para un total de cuarenta páginas originales por periódico. Algunos de los temas fueron:  -Costumbres tradicionales  -Campesinos  -Animales  -Diversidad humana: (razas- indígenas –negros- tribus)  -Agua-Árboles –Mar  -Arquitectura  -Paisaje  -Alimentos frescos vs. Alimentos enlatados  -Energía Atómica vs. Energía limpia  -Mujer como objeto vs. Mujer como individuo  -Religión- Política- Arte-  Dos de los periódicos están en la colección Toluca Fine Art.[5]
- La Requisa (1988), Mide: 2.00 X2.00 X0.07 m. Se compone de tres triángulos fundidos en aluminio, dos en forma de marcos con arabescos tridimensionales muy pulidos y otro relleno con las huellas de mis dedos al chuzar el barro y 164 semiesferas en cobre rústico. Diez mazorcas en acrílico dental con muelas humanas en lugar de granos de maíz. Las mazorcas se acomodan como la madera en una fogata, en medio de uno de  los triángulos huecos. Las semiesferas de cobre a manera de semillas, forman surcos a quince centímetros de distancia y en hileras de tres. Colección de la artista. La requisa es originalmente un término campesino usado para denominar la actividad de recoger la cosecha, que la máquina combinada ha dejado sin levantar.[5]
- La Rama Dorada (1994), En homenaje a la obra homónima de Frazer. Consta de un triángulo en el suelo compuesto de doscientas  manos en resina poliestérica transparente en tonos aguamarina. Cada  una sostiene un huevo de gallina entero vaciado de su contenido. Estas manos fueron vaciadas de un modelo de mi mano izquierda. La instalación se realiza sobre una superficie de cuarzo molido. El triángulo que forman las manos se enmarca con multitud  de pequeños juguetes de plástico usados en piñatas, una de nuestras tradiciones vivas más auténticas. En la primera versión colgaba sobre las manos una bola de chamizo de 1.70 m de diámetro. En la segunda versión cuelgan 5 bolas doradas de diámetros varios. Colección de la artista.[5]
- Juguete de Las Hadas (1997), Mide: 5 m de largo por 1 m de diámetro. Técnica: bordado en pelas blancas sobre guata blanca, relleno con 25 láminas de espuma rosada de 20 cm de espesor por 1 m de diámetro. Se utilizaron 4888 perlas de fantasía. En su realización trabajaron cuatro bordadoras durante ocho meses. Colección de la artista.[5]
- El Valle de Alicia (2016), Obra comisionada por "Incerteza Viva" 32 Bienal de Sao Paulo, Brasil, para ser instalada a cielo abierto en el parque Ibirapuera.  100 hongos: consta de 10 modelos distintos en papel reciclado de bandejas de huevos, instalados sobre 5 módulos de metal pintados de rosado. El tamaño máximo de las cabezas es de 12 cm de diámetro con alturas varias, la máxima de 14 cm.   Órgano de viento: consta de aproximadamente 30 tubos de PVC, diámetro 2", 9 color lila de 150 cm de alto, 10 rosados de 180 cm y 11 naranja ocre de 210 cm, todos clavados al suelo formando un arco.  Todos los tubos tienen 2 huecos al frente de 2 1/2" a 50 cm del extremo inferior. Los huecos por delante están atravesados por un alambre que sostiene una platina circular de 1,5 cm, la cual gira con el viento,produciendo un rumor. Son un total de 60 platinas.  Hongos gigantes: El proyecto original tenía 7 hongos gigantes (finalmente sólo 4 fueron realizados). Fueron hechos con papel sobre una estructura metálica. El más grande tenía 160cm de diámetro  u 50cm de alto. El centro de la estructura de metal estaba enterrada. Por última vez fue visto en la fundación Serralves. La obra es resistente al agua y al viento huracanado.[5]
- Nueva Sensibilidad, Antigua Presencia (2016), La obra  es una intervención sobre árboles vivos la cual consta de 3 cobijas envolviendo 3 troncos y amarradas con delicadas cuerdas, el sentido de esta obra se amplía con su título y con la observación en vivo. Esta obra fue comisionada por Helena Producciones para "Aún" 44 Salón Nacional de Artistas, Pereira.[5]

## Exposiciones

### Exposiciones colectivas
- 2018 Radical Women: Latin American Art, 1960–1985, Exposición Itinerante. Hammer Museum, Los Angeles, CA, Brooklyn Museum, Brooklyn, NY, Pinacoteca de São Paulo, São Paulo, BRA.

- 2017 Incerteza viva: Uma exposição a partir da 32ª Bienal de São Paulo, Museo de Arte Contemporáneo de Serralves
- 2017 La forma del futuro Exposición + laboratorio de experiencias, Museo La Tertulia
- 2016 32a Bienal de Sao Paulo

### Exposiciones individuales
- 2015 Basurero Utópico, Instituto de Visión, Bogotá.
- 1998 Juguete de las Hadas, Museo de Arte de Pereira y Museo La Merced de Cali, Colombia
- 1993 Aves en el cielo, Galería Gartner Torres, Bogotá.
- 1982 El Ecológico, Espacio Alternativo Sara Modiano, Barranquilla, Colombia
- 1978 Diario-Objeto, Biblioteca Central, Universidad del Valle, Cali, Colombia

## Reconocimientos
En 1980, Barney obtuvo el primer premio en el tercer Salón Regional de Artes Visuales de Colombia, y su trabajo ha sido presentado en importantes exposiciones colectivas, como la 32ª Bienal de São Paulo (2016).